# هوروشیتسه
هوروشیتسه (به چکی: Horušice) یک منطقهٔ مسکونی در جمهوری چک است که در ناحیه کوتنا هورا واقع شده‌است. هوروشیتسه ۸٫۴۸ کیلومتر مربع مساحت و ۱۸۸ نفر جمعیت دارد.